# Маккизи, Чарли
Чарли Маккизи (род. 1962, Нортамберленд) — британский художник, иллюстратор и автор книги для детей «Мальчик, крот, лис и лошадь» и её анимационной экранизации «Мальчик, Крот, Лис и Конь», получившей кинопремию «Оскар» (2023).

## Биография
Родился 11 декабря 1962 года в графстве Нортамберленд, Англия, Великобритания. Учился в Колледже Рэдли и Средней школе королевы Елизаветы Хексхэм.
Маккизи начал свою карьеру в качестве карикатуриста для  The Spectator. Затем стал иллюстратором книг для издания  Oxford University Press. Он был выбран для работы над проектом Нельсона Манделы  Unity Series, в котором он работал вместе с Манделой.
Картины Маккизи широко выставлялись в галереях Лондона и Нью-Йорка. Жил и рисовал в странах Африки и Соединенных Штатах Америки.
Его работы представлены в книгах, частных коллекциях, галереях, на обложках журналов, уличных фонарях, школьных классах, кафе, приютах для женщин, церквях, тюрьмах, больничных палатах и бесчисленных других общественных местах по всему миру.
В 2022 году Маккизи поставил по своей книге 34-минутный анимационный фильм, премьера которого состоялась в канун Рождества 24 декабря.

## Награды
Маккизи был среди победителей премии  Nielsen Bestseller Awards 2020  за книгу «Мальчик, крот, лис и лошадь», получившей платиновый статус.
Маккизи был удостоен награды «Художник года в галерее Мэддокса» на церемонии вручения премии «Человек года» в 2020 году и «Иллюстратор года» на церемонии вручения наград  British Book Awards  в 2021 году.
В 2023 году мультфильм «Мальчик, Крот, Лис и Конь» удостоился премии «Оскар» за лучший анимационный короткометражный фильм.
Маккизи стал офицером Ордена Британской империи  в  январе 2024 года за заслуги в области искусства и литературы.